# 加賀市立錦城小学校
加賀市立錦城小学校（かがしりつ きんじょうしょうがっこう）は、石川県加賀市にある公立小学校。
北側には江沼神社がある。公立中学校に進学する場合の進学先は加賀市立錦城中学校である。

## 沿革

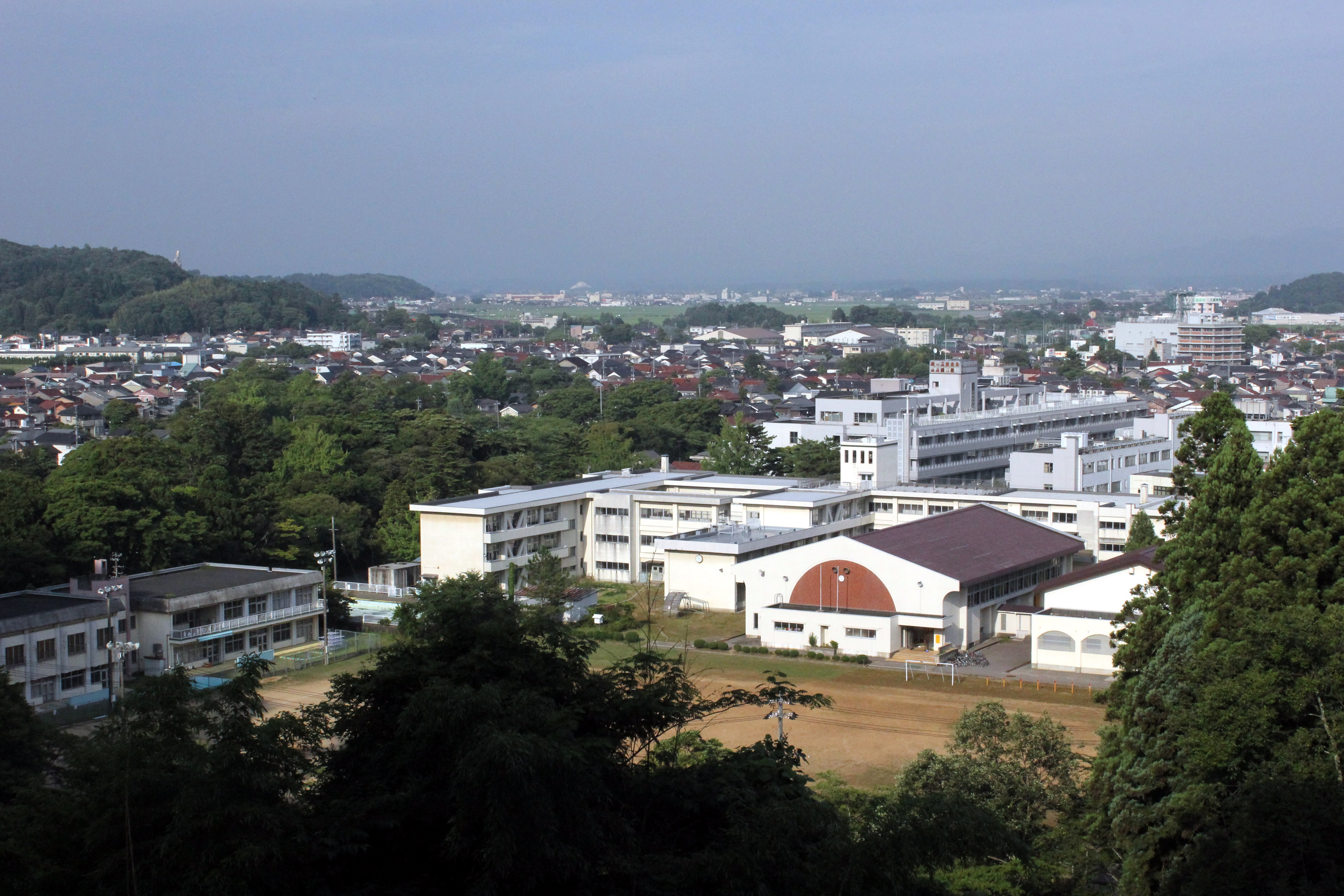
加賀市立錦城小学校 遠望

- 1873年（明治6年）3月10日 - 大聖寺小学校として創立。
- 1873年（明治6年）5月 - 錦城小学校と京逵小学校に分離。
- 1887年（明治20年）4月 - 高等科尋常科小学校と改称。
- 1892年（明治25年）4月1日 - 大聖寺町錦城小尋常高等小学校と改称。
- 1925年（大正14年）4月1日 - 錦城小学校と京逵小学校を合併して大聖寺尋常高等小学校と改称。
- 1934年（昭和9年）9月9日 - 大聖寺大火で校舎が焼失。
- 1935年（昭和10年）5月1日 - 錦城尋常高等小学校と改称。
- 1941年（昭和16年）4月1日 - 錦城国民学校と改称。
- 1947年（昭和22年）4月1日 - 大聖寺町立錦城小学校と改称。大聖寺町立錦城中学校を併置。
- 1958年（昭和33年）1月1日 - 加賀市発足により、加賀市立錦城小学校と改称。
- 1958年（昭和33年）11月15日 - 併設の錦城中学校は新校舎に移転。
- 1973年（昭和48年）11月4日 - 創立100周年記念式典を挙行。
- 1978年（昭和53年）4月4日 - 2校に分離。加賀市立錦城東小学校が大聖寺敷地に開校。
- 1990年（平成2年）3月8日 - 新体育館が竣工。
- 2010年（平成22年）4月～ 校舎全館および講堂の耐震補強工事。
- 2019年（令和元年）4月1日 - 加賀市立緑丘小学校を統合。
- 2022年（令和4年）4月1日 - 加賀市立三木小学校を統合。

## 通学区域
- 加賀市[2]
  - 大聖寺馬場町　大聖寺錦町　大聖寺関町　大聖寺今出町　大聖寺西栄町　大聖寺西町　白望台　大聖寺越前・三ツ屋町　大聖寺中町　大聖寺神明町　大聖寺下屋敷町　大聖寺大新道　大聖寺新屋敷町　大聖寺五軒町　大聖寺中新道　大聖寺魚町　大聖寺観音町　大聖寺東横町　大聖寺本町　大聖寺八間道　大聖寺片原町　大聖寺仲町　大聖寺福田町　大聖寺前鷹匠町　大聖寺奥鷹匠町　大聖寺法華坊町　大聖寺京町　大聖寺寺町　大聖寺山田鍛冶町　大聖寺十一町　大聖寺一本橋町　大聖寺南町　大聖寺荒町　大聖寺鉄砲町　大聖寺北片原町　大聖寺番場町　大聖寺殿町新組町　大聖寺上福田町　大聖寺新旗陽町　大聖寺新川町　大聖寺松島町　大聖寺松島団地　大聖寺下福田町　大聖寺荻生町　大聖寺三ツ町　大聖寺錦城ケ丘町　大聖寺雇用住宅　大聖寺上木町　大聖寺瀬越町　大聖寺緑が丘町 熊坂町の一部 大同町 吉崎町 塩屋町1区から4区まで

## 出身者
- 山田修路 - 政治家。参議院議員。